# Aérodrome de Ribérac-Tourette
L’aérodrome de Ribérac - Saint-Aulaye (code OACI : LFIK) ou aérodrome de Ribérac-Tourette est un aérodrome agréé, situé sur la commune de Vanxains à 6,5 km à l’ouest-sud-ouest de Ribérac en Dordogne (région Nouvelle-Aquitaine, France).
Il est utilisé pour la pratique d’activités de loisirs et de tourisme (aviation légère, hélicoptère et aéromodélisme).

## Histoire
En usage restreint jusqu'à 2023, l'aérodrome est alors ouvert à la circulation aérienne publique.

## Installations
L’aérodrome dispose d’une piste en herbe orientée est-ouest (05/23), longue de 860 m et large de 80 m.
L’aérodrome n’est pas contrôlé. Les communications s’effectuent en auto-information sur la fréquence de 123,500 MHz.
S’y ajoutent :
- une aire de stationnement ;
- des hangars.

## Activités
- Aéroclub Jean-Mermoz[2] : instruction avion, ULM multi-axes, ULM pendulaire, ULM paramoteur ; baptêmes de l'air.
- Club aéronautique du Ribéracois.